# Alexander Gerschenkron
Alexander Gerschenkron (en ruso Александр Гершенкрон),(Odesa, 1904 - Cambridge, Massachusetts, 26 de octubre de 1978), historiador ruso, nacionalizado estadounidense especializado en historia económica.

## Biografía
Ruso de nacimiento, fue un historiador Económico de la Universidad de Harvard. La totalidad de sus trabajos se centraron en la economía rusa, su historia y el desarrollo de la Rusia soviética y del Este de Europa. De sus trabajos se extraen fundamentalmente varios elementos, como son el “Efecto Gerschenkron”, que determina que el cambio del año base de un índice determina la variación de la tasa de crecimiento de este índice. Sus primero trabajos perseguían en ciertos aspectos los detalles estadísticos de los planificadores soviéticos.

## Teorías
Gerschenkron fue también famoso por su teoría del desarrollo económico lineal, a pesar de que él mismo admitiera que períodos distintos presentaban tipos distintos de desarrollo, como es el caso de la coexistencia de países desarrollados y no desarrollados, que más tarde podrían saltarse ciertas etapas de desarrollo por las que los países más avanzados tuvieron que pasar, adaptando su tecnología avanzada. Como ejemplo, propone la industrialización del período Meiji en Japón o la de la Rusia Soviética.
A la par de esta teoría, también desarrolla otra sobre la Industrialización tardía, establecida en 1965, esta teoría se basa en el citado supuesto de que los países menos avanzados pueden acortar su proceso de desarrollo mediante la adopción de tecnologías de punta que ya hayan sido creadas previamente, en una posición definida como “la ventaja del retraso”. Las peculiaridades de este sistema son las siguientes:
1. Los procesos de industrialización tardíos son mucho más cortos que los de los países que les preceden, ya que los países que empiezan más tarde pueden ahorrar tiempo y recursos para el desarrollo de tecnología y la acumulación de capital, al poder disponer de transferencias de tecnología e importaciones de capital.
2. Una industrialización tardía es capaz de desarrollar industria química pesada en etapas más tempranas que las de los países avanzados, ya que los países atrasados están carentes de mano de obra cualificada, pero sí capacitada para establecer nuevas tecnologías a través de importaciones, y pueden implantar nuevas instituciones de inversión a gran escala, mientras que los países avanzados tienen dificultades para deshacerse de las instalaciones obsoletas.
3. Los grandes grupos mercantiles o conglomerados intervienen debido a que las inversiones de capital a gran escala requieren pequeños costes de funcionamiento.
4. La industrialización se conforma desde arriba, esto es, el gobierno, el estado o los elementos industriales como bancos industriales o bancos de inversión, debido a que los países menos desarrollados no tienen un número suficiente de empresarios con capacidad para responder a requerimientos a alto nivel. Especialmente, la industrialización rápida en industria química pesada necesita más recursos de los que el sector privado pueda proporcionarle.

No obstante, la teoría sobre la “ventaja del retraso” no está planteada como un hecho sino como una mera posibilidad que puede ser aprovechada. De hecho, si estos países subdesarrollados no son capaces de aprovecharse de esta “ventaja”, al no poder adaptar la tecnología importada de los países más avanzados, puede llevar a que las diferencias entre ambos países no hagan sino aumentar, propiciando un “retraso consecuencia de otro retraso”. Además, Gerschenkron recalca que los países subdesarrollados no pueden potenciar su economía ni crecer solo con imitar los modelos de desarrollo realizados por otros países, sino que es necesaria la existencia de ciertos instrumentos institucionales para desarrollar y canalizar esta industrialización.
Propone, además del Japón Meiji anteriormente citado, el caso de Alemania, que compara con Rusia. Así asegura que el sistema era esencialmente el mismo que en Rusia a finales del siglo XIX. Las diferencias cuantitativas estriban en el sistema bancario de ambos países. En el caso de Alemania, se debió al establecimiento de un nuevo tipo de banca, la “banca universal” que se basaba en el Crédit Mobilier francés, que diferían absolutamente del sistema banquero inglés, diseñado para proporcionar créditos de capital a corto plazo. Así, Alemania combinó el sistema de Crédit Mobilier con el inglés, creando muchas más posibilidades de crédito, lo que facilitó una rápida concentración de movimientos de banca durante finales del siglo XIX, que la hicieron alcanzar niveles similares de desarrollo al Reino Unido, pese a haber partido de situaciones completamente distintas.

## Obras destacadas
- El atraso económico en su perspectiva histórica, 1968

- Datos: Q709886